# 因河畔圣弗洛里安
因河畔圣弗洛里安是奥地利上奥地利州谢尔丁县的一个市镇。总面积24平方公里，总人口3059人，人口密度127.5人/平方公里（2005年）。